# Sư đoàn 21 Bộ binh Quân lực Việt Nam Cộng hòa
Sư đoàn 21 Bộ binh là một trong ba đơn vị chủ lực quân thuộc Quân đoàn IV và Quân khu 4 của Quân lực Việt Nam Cộng hòa. Tồn tại từ năm 1955 đến năm 1975, có phạm vi hoạt động và trách nhiệm bảo an một số tỉnh thuộc vùng Đồng bằng sông Cửu Long (miền tây Nam bộ). Sư đoàn có 2 lần di chuyển Bộ Tư lệnh, ban đầu ở Long Xuyên khi thành lập, và chuyển về Sa Đéc rồi Bạc Liêu, sau cùng đặt bản doanh tại Chương Thiện (nay là Hậu Giang).

## Lịch sử hình thành
Sư đoàn 21 Bộ binh được thành lập vào ngày 1 tháng 8 năm 1955 tại Long Xuyên với danh xưng ban đầu là Sư đoàn Khinh chiến số 1 do Trung tá Lê Quang Trọng làm Tư lệnh đầu tiên. Sau một thời gian ngắn, Sư đoàn di chuyển về Thị xã Sa Đéc. Tháng 10 cùng năm cải danh thành Sư đoàn Khinh chiến số 11.
Sau khi phế truất Quốc trưởng Bảo Đại và tuyên bố thành lập Việt Nam Cộng hòa, Tổng thống Ngô Đình Diệm đã cho tổ chức lại Quân đội Quốc gia Việt Nam và chính thức đặt tên lại là Quân đội Việt Nam Cộng hòa. Khối bộ binh được tổ chức lại thành 4 Sư đoàn Dã chiến và 6 Sư đoàn Khinh chiến. Đầu năm 1959, Bộ Tổng Tham mưu Quân đội Việt Nam Cộng hòa một lần nữa tổ chức lại các đơn vị. Ngày 1 tháng 6 cùng năm, Sư đoàn khinh chiến số 11 thâu nhận thêm quân số của Sư đoàn Khinh chiến số 13 bị giải tán, để cải danh lần cuối cùng thành Sư đoàn 21 Bộ binh. Sau di chuyển Bộ Tư lệnh về Bạc Liêu. Cuối cùng chuyển sang Chương Thiện và cố định ở đây đến cuối tháng 4 năm 1975.
Địa bàn hoạt động và khu vực trách nhiệm của Sư đoàn bao gồm 6 tỉnh: Phong Dinh, Ba Xuyên, Bạc Liêu, Chương Thiện, Kiên Giang và An Xuyên.
Sư đoàn 21 là đơn vị mệnh danh "Tia sét Miền Tây", hành quân trong vùng sình lầy kênh rạch Đồng bằng sông Hậu cho đến tận mũi Cà Mau.
Vào 7/4/1972, trong Chiến dịch Xuân – Hè 1972, Sư đoàn được báo động di chuyển đến Quân đoàn III để hỗ trợ các đơn vị của Quân đoàn đó đang chiến đấu trong Trận An Lộc. Vào ngày 10 tháng 4, những phần tử đầu tiên của sư đoàn này đã được triển khai đến Lai Khê. Ngày 12 tháng 4, một lực lượng cứu viện của Trung đoàn 32 rời Lai Khê để mở lại Đường 13 đến Trại Chơn Thành cách An Lộc 30 km về phía nam. Sau khi tiến độ chậm, vào ngày 22 tháng 4, Trung đoàn 32 gặp phải chốt chặn của Trung đoàn 101 Quân đội nhân dân Việt Nam cách Lai Khê 15 km về phía bắc. Từ ngày 24 tháng 4, sư đoàn giao chiến với Quân đội nhân dân Việt Nam trong một cuộc tấn công hai mũi nhọn để dọn đường với Trung đoàn 32 tấn công từ phía bắc và Trung đoàn 33 tấn công từ phía nam. Các cuộc tấn công này cuối cùng đã buộc Trung đoàn 101 phải rút lui về phía tây vào ngày 27 tháng 4, để lại một tiểu đoàn hỗ trợ cho cuộc rút lui trong 2 ngày nữa. Sau đó, Trung đoàn 31 được trực thăng vận đến cách Chơn Thành 6 km về phía bắc, nơi nó chiến đấu với Trung đoàn 165 Sư đoàn 7 Quân giải phóng miền nam Việt Nam sau đó được tăng cường Trung đoàn 209 trong 13 ngày tiếp theo. Cuối cùng vào ngày 13 tháng 5 với sự yểm trợ mạnh mẽ của không quân, Trung đoàn 31 đã đánh chiếm các vị trí của Quân giải phóng miền nam Việt Nam và mở rộng quyền kiểm soát của Quân lực Việt Nam Cộng hòa lên 8 km về phía bắc Chơn Thành. Trung đoàn 32 sau đó triển khai vào khu vực Tàu Ô đi thêm 5 km về phía bắc, nơi họ đụng độ các chốt chặn được chuẩn bị kỹ lưỡng của Trung đoàn 209, nơi đã ngăn chặn bước tiến của Sư đoàn trong 38 ngày bất chấp sự yểm trợ rộng rãi của pháo binh và không quân bao gồm cả các cuộc tấn công của B- 52 . Tình trạng bế tắc này sẽ tiếp tục cho đến khi Quân giải phóng rút khỏi An Lộc. Vào giữa tháng 7, Sư đoàn 21 được thay thế bằng Sư đoàn 25 và đã hoàn thành việc tiêu diệt các cứ điểm còn lại của Quân giải phóng trước ngày 20 tháng 7. Thương vong trong chiến đấu và ốm bệnh do thời tiết mùa mưa, quân số chiến đấu của lực lượng chốt chặn tại Tàu Ô giảm nhiều, từng đại đội, tiểu đoàn chỉ còn 50%, thậm chí 30% so với biên chế. Nhưng Trung đoàn 209 vẫn giữ được Tàu Ô. Về phía QLVNCH tình hình cũng không khá hơn, Liên đoàn 81 BCND sau khi củng cố đã phải nhận lệnh không vận đến Quảng Trị để tham chiến vì tình hình ở Quảng Trị còn căng thẳng hơn ở Nam Bộ. Cuối tháng 7, khi thế trận giằng co kéo dài, khó phát triển mà có thể dẫn đến bất lợi, Bộ tư lệnh chiến dịch Nguyễn Huệ quyết định rút hai Trung đoàn 165 và 141 còn lại của F7 (còn gọi là trung đoàn 14, 16) hợp cùng Trung đoàn 205 độc lập của Miền thành một sư đoàn đầy đủ, củng cố ngắn ngày, rồi bí mật rời Tân Khai - Đức Vinh xuống khu trung tuyến, tiến công vào cụm căn cứ QLVNCH ở phía sau như Chơn Thành, Lai Khê là những nơi đóng sở chỉ huy tiền phương sư đoàn 25, quân đoàn 3 QLVNCH nhằm thu hút họ về hướng này, giảm sức ép ở khu vực Tàu Ô, đồng thời hạn chế khả năng QLVNCH đưa lực lượng đánh ra vùng mới bị QGP chiếm. Bằng cách đánh vào hậu cứ của cuộc hành quân giải toả này, QGP còn nhằm cài thế chiến dịch và có tác động cả về mặt tâm lý; khi có điều kiện, QGP còn có thể tiến sát vùng ven đô, vô hiệu hoá vùng trung tuyến, uy hiếp Sài Gòn. Trong thời gian chuyển quân, củng cố và chuẩn bị nổ súng đó, E209 vẫn phải giữ vững trận địa tại Tàu Ô để nghi binh, giả như sau E209 vẫn là các Trung đoàn 16, 14 của F7, cho đến khi mặt trận trung tuyến nổ súng.
Đêm 10 rạng 11 tháng 8, tiểu đoàn 28 đặc công Quân giải phóng phối hợp với một bộ phận của lữ đoàn 429 đặc công Miền, được trang bị súng cối và hoả tiễn 122 ly, tiến công sở chỉ huy tiền phương Quân đoàn 3 QLVNCH đặt tại Lai Khê mở màn trận chiến đấu ở vùng trung tuyến. Các đơn vị cơ động vào vị trí trên đoạn đường Bàu Bàng - Lai Khê. Hậu phương của cuộc hành quân giải tỏa bị đánh phá, QLVNCH điều Liên đoàn 6 Biệt động quân từ Biên Hòa lên ứng cứu Lai Khê và điều Liên đoàn 3 Biệt động quân Đường 2 sang Đường 13 bố trí ở Bến Cát làm dự bị phía sau. Trong khi đó, lực lượng cơ động nói trên của F7 do tân sư đoàn trưởng Đàm Văn Ngụy chỉ huy, triển khai vận động phục kích trên đường Chơn Thành đi Lai Khê, kết hợp với chốt cứng đoạn nam Bàu Lồng - bắc Bàu Bàng để đánh chặn lực lượng QLVNCH từ phía bắc có thể quay về giải toả Lai Khê. Cuối 12 tháng 8, phần còn lại của Sư đoàn 21 phải rút lui khỏi An Lộc. Tháng 6 năm 1973, Sư đoàn được trao thêm Tư lệnh mới, Chuẩn tướng Lê Văn Hưng (nguyên là tư lệnh Sư đoàn 5), người đã lập công ở An Lộc. Mặc dù Tướng Hưng không có nơi nào để đưa sư đoàn lên nhưng tiến độ rất chậm. Ông ta dần dần thay thế những cấp dưới kém hiệu quả bằng các sĩ quan đã có kinh nghiệm chiến đấu, nhiều người từ đơn vị Nhảy Dù và Biệt động quân Việt Nam Cộng hòa, và các nhà quan sát đã ghi nhận một số cải thiện về tinh thần và hiệu quả chiến đấu. Tướng Hưng tăng cường thêm Trung đoàn 15 từ Sư đoàn 9 bộ binh tại Quận Long Mỹ của Chương Thiện, trong khi ba trung đoàn cơ hữu của ông, 31, 32 và 33, hoạt động trên khắp phần còn lại của Chương Thiện và bắc An Xuyên. Trung đoàn 32 và 33 có ít liên lạc với kẻ thù, ngoài việc bị tấn công bằng hỏa lực; nhưng vào cuối tháng 12, Tiểu đoàn 3, Trung đoàn 31 đã bị phục kích khi đang hành quân đến giải vây một tiền đồn Địa phương quân và nghĩa quân và hơn 100 quân nhân của họ đã thiệt mạng. Đến 30/4/1975, sau khi tổng thống Dương Văn Minh đọc lời tuyên bố đầu hàng, Sư đoàn tự động tan rã và ra hàng Quân giải phóng.

## Đơn vị trực thuộc và phối thuộc
| Stt | Đơn vị                       | Chú thích | Stt | Đơn vị                        | Chú thích                                                                                                |
| --- | ---------------------------- | --------- | --- | ----------------------------- | --- |
| 1   | Trung đoàn 31                |           | 10  | Biệt đội Quân báo             | |
| 2   | Trung đoàn 32                |           | 11  | Biệt đội Kỹ thuật             | |
| 3   | Trung đoàn 33                |           | 12  | Biệt đội Tác chiến Điện tử    | |
| 4   | Đại đội Tổng hành dinh       |           | 13  | Tiểu đoàn Quân y              | |
| 5   | Đại đội Trinh sát            |           | 14  | Tiểu đoàn Truyền tin          | |
| 6   | Đại đội Quân cảnh            |           | 15  | Tiểu đoàn Tiếp vận            | |
| 7   | Đại đội Công vụ              |           | 16  | Tiểu đoàn Công binh chiến đấu | |
| 8   | Đại đội Quân vận (Quân xa)   |           | 17  | Trung đoàn Pháo binh          | Các Tiểu đoàn: 210 (155 ly), 211, 212, 213 (105 ly). Phối thuộc và dưới sự điều động của Tư lệnh Sư đoàn |
| 9   | Đại đội Hành chính Tài chính |           | 18  | Thiết đoàn 9                  | Thuộc "Lữ đoàn 4 Kỵ binh". Phối thuộc và dưới sự điều động của Tư lệnh Sư đoàn                           |

## Bộ Tư lệnh Sư đoàn và Chỉ huy Trung đoàn tháng 4/1975
| Stt | Họ và Tên                        | Cấp bậc     | Chức vụ               | Chú thích |
| --- | -------------------------------- | ----------- | --------------------- | --------- |
| 1   | Mạch Văn Trường Võ bị Đà Lạt K12 | Chuẩn tướng | Tư lệnh               |           |
| 2   | Nguyễn Hữu Kiểm Võ khoa Thủ Đức  | Đại tá      | Tư lệnh phó           |           |
| 3   | Lâm Chánh Ngôn Võ bị Đà Lạt K7   | Đại tá      | Tham mưu trưởng       |           |
| 4   | Huỳnh Thanh Điền Võ khoa Thủ Đức | Trung tá    | Chỉ huy Trung đoàn 32 |           |

## Trung đoàn Pháo binh
- Đơn vị phối thuộc

| Stt | Họ và Tên                          | Cấp bậc  | Chức vụ          | Đơn vị                | Chú thích |
| --- | ---------------------------------- | -------- | ---------------- | --------------------- | --------- |
| 1   | Nguyễn Bá Nhẫn                     | Trung tá | Chỉ huy trưởng   | Bộ chỉ huy Trung đoàn |           |
| 2   | Trần Văn Truyền Võ khoa Thủ Đức K5 | Trung tá | Chỉ huy phó      | nt                    |           |
| 3   | Huỳnh Vạn Thọ Võ khoa Thủ Đức K12  | Thiếu tá | Tiểu đoàn trưởng | Tiểu đoàn 210         |           |
| 4   | Lê Văn Thịnh                       | Thiếu tá | Tiểu đoàn trưởng | Tiểu đoàn 211         |           |
| 5   | Phan Trác Thành Võ khoa Thủ Đức K7 | Thiếu tá | Tiểu đoàn trưởng | Tiểu đoàn 212         |           |
| 6   | Lê Văn Nghị Võ khoa Thủ Đức K7     | Thiếu tá | Tiểu đoàn trưởng | Tiểu đoàn 213         |           |

## Tư lệnh Sư đoàn qua các thời kỳ
| Stt | Họ và tên                                         | Cấp bậc                                           | Tại chức          | Ghi chú |
| --- | ------------------------------------------------- | ------------------------------------------------- | ----------------- | --- |
| 1   | Lê Quang Trọng Võ bị Huế K2                       | Trung tá                                          | 8/1955-10/1957    | Sau giải ngũ ở cấp Đại tá                                                                                   |
| 2   | Nguyễn Bảo Trị Võ khoa Nam Định                   | Trung tá                                          | 10/1957-9/1959    | Sau cùng là Trung tướng Tổng cục trưởng Tổng cục Quân huấn                                                  |
| 3   | Trần Thanh Chiêu Võ bị Đà Lạt K5                  | Trung tá                                          | 9/1959-2/1960     | Sau giải ngũ ở cấp Đại tá                                                                                   |
| 4   | Trần Thiện Khiêm Võ bị Liên quân Viễn Đông Đà Lạt | Đại tá                                            | 2/1960-12/1962    | Sau cùng là Đại tướng, Thủ tướng Việt Nam Cộng hòa                                                          |
| 5   | Bùi Hữu Nhơn Võ bị Liên quân Viễn Đông Đà Lạt     | Đại tá                                            | 12/1962-11/1963   | Giải ngũ năm 1968 ở cấp Thiếu tướng                                                                         |
| 6   | Cao Hảo Hớn Võ bị Liên quân Viễn Đông Đà Lạt      | Đại tá Chuẩn tướng (5/1964)                       | 11/1963-6/1964    | Sau cùng là Trung tướng Phụ tá Tổng trưởng Quốc phòng                                                       |
| 7   | Đặng Văn Quang Võ bị Huế K1                       | Đại tá Chuẩn tướng (8/1964) Thiếu tướng (11/1964) | 6/1964-3/1965     | Sau cùng là Trung tướng Cố vấn An ninh Quốc gia cạnh Tổng thống Nguyễn Văn Thiệu                            |
| 8   | Nguyễn Văn Minh Võ bị Đà Lạt K4                   | Đại tá Chuẩn tướng (11/1965) Thiếu tướng 1/1968)  | 3/1965-6/1968     | Sau cùng là Trung tướng Tư lệnh Biệt khu Thủ đô                                                             |
| 9   | Nguyễn Vĩnh Nghi Võ bị Đà Lạt K5                  | Đại tá Chuẩn tướng (6/1968) Thiếu tướng (6/1970)  | 6/1968-5/1972     | Sau cùng là Trung tướng Tư lệnh phó kiêm Tư lệnh Tiền phương Quân đoàn III, đặc trách phòng tuyến Phan Rang |
| 10  | Hồ Trung Hậu Võ khoa Thủ Đức K4                   | Chuẩn tướng                                       | 5/1972-9/1972     | Sau cùng là Chánh thanh tra Quân đoàn III                                                                   |
| 11  | Chương Dzềnh Quay Võ bị Đà lạt K5                 | Chuẩn tướng                                       | 9/1972-6/1973     | Sau cùng là Tham mưu trướng Quân đoàn IV                                                                    |
| 12  | Lê Văn Hưng Võ khoa Thủ Đức K5                    | Chuẩn tướng                                       | 6/1973-11/1974    | Sau cùng là Tư lệnh Phó Quân đoàn IV, tự sát ngày 30 tháng 4 năm 1975                                       |
| 13  | Mạch Văn Trường                                   | Đại tá Chuẩn tướng (26/4/1975)                    | 11/1974-30/4/1975 | Tư lệnh sau cùng                                                                                            |